# Generalni staleži
Generalni staleži ili opći staleži (francuski: États généraux) bili su francuski državni staleži koji su postojali od 14. do 18. stoljeća.

## Povijest
Generalni staleži razvili su se iz savjetodavnih skupova plemstva i svećenstva, koje su francuski kraljevi sazivali još u ranom srednjem vijeku. Sve veće financijske potrebe dvora i jačanje trgovačkog kapitala doveli su do postupnoga proširenja tih skupova, u koje su ulazili i predstavnici gradova, odnosno trećega staleža (francuski: tiers état). Prvi poznati generalni staleži sazvani su 1302. godine u pariškoj katedrali Notre-Dame, kada je Filip IV. Lijepi tražio potporu staleža u svojem sukobu s papom Bonifacijem VIII. Godine 1308. sazvani su staleži u Toursu kako bi odobrili ukidanje templarskoga reda. Za razvoj državnog staleža bila je značajna godina 1314., kada su Filipa, koji je tražio novac za rat u Flandriji, staleži prisilili da prihvati načelo slobodnog i nužnoga pristanka triju staleža za nametanje novoga poreza. Tada su predstavnici staleža počeli podnositi kralju svoje pismene žalbe i pritužbe (poslije poznate pod nazivom cahiers de doléances). Utjecaj državnog staleža na upravu zemlje rastao je s padom prestiža kraljevske vlasti za Stogodišnjega rata. Za kraljeva zarobljeništva (Ivan II. Dobri, 1356. – 1360.) porasla je uloga trećega staleža pod vodstvom Étiennea Marcela, starješine (prévôt) pariških trgovaca, kojemu se u otporu protiv krune pridružio Robert Le Coq, biskup Laona. Polovicu članstva državnog staleža na zasjedanju u Parizu 1356. godine činili su predstavnici gradova. Kako bi dobio sredstva za nastavak rata protiv Engleza, dauphin Karlo (poslije Karlo V. Mudri) morao je pristati na ograničenje kraljevske vlasti i na koncesije, neobično korjenite za ono doba. Državni su staleži stekli (1356. – 1358.) pravo da se sastaju po vlastitom nahođenju dvaput godišnje; imenovali su i svoje povjerenstvo, koje je stvarno upravljalo zemljom. Suprotnosti između građanstva s jedne i plemstva i visokoga klera s druge strane, a posebno smrt Étiennea Marcela, omogućile su dauphinu Karlu da 1358. godine opozove svoj pristanak na reforme i učvrsti vlast krune. Otada utjecaj državnog staleža na upravu zemlje slabi, a jača kraljevska vlast. U drugoj polovici 15. i u 17. stoljeća generalni staleži sazivaju se sve rjeđe; plemstvo je nastojalo proširiti svoje povlastice, a treći se stalež uzalud žalio na svoje teško stanje i na nasilje aristokracije. Nakon saziva državnog staleža u Parizu 1614. godine nastalo je dugo razdoblje apsolutističke monarhije, pa je dvor povremeno konzultirao samo skupove dostojanstvenika (francuski: Assemblée des notables).
Generalni staleži sazvani su ponovno tek uoči Revolucije, u trenutku financijsko-ekonomske i političke krize ancien régimea. Godine 1788. ministar Jacques Necker dao je trećemu staležu onoliko zastupnika koliko i plemstvu i kleru zajedno. Na temelju izbora, provedenih u cijeloj zemlji, u Versaillesu se 5. svibnja 1789. godine – nakon 175 godina – okupilo 1200 zastupnika u državnim staležima. Pozivajući uzalud predstavnike aristokracije na zajedničko zasjedanje, predstavnici trećega staleža proglasili su se 17. lipnja Narodnom skupštinom (francuski: Assemblée nationale). Kako se većina (149 naprama 137) predstavnika klera pridružila (19. lipnja) trećemu staležu, kralj je naredio da se zasjedanje prekine i dvorana zatvori; zastupnici su tada prešli u dvoranu Jeu de paume, gdje su 20. lipnja prisegnuli da se neće razići sve dok zemlja ne dobije ustav. Taj povijesni čin nepokornosti kralju utjecao je i na dio predstavnika plemstva, koji se također pridružio trećemu staležu, pa su se generalni staleži 9. srpnja 1789. godine proglasili Narodnom ustavotvornom skupštinom (francuski: Assemblée nationale constituante).